# Aleh Bjabenin
Aleh Bjabenin (belarussisch Алег Мікалаевіч Бябенін Aleh Mikalajewitsch Bjabenin; russisch Олег Николаевич Бебенин Oleg Nikolajewitsch Bebenin; * 14. Juni 1974 in Kostroma; † 2. oder 3. September 2010 in der Region Dsjarschynsk bei Minsk) war ein belarussischer Journalist.

## Leben
Bjabenin studierte Journalismus an der Belarussischen Staatsuniversität in Minsk.
Nach seiner Arbeit als stellvertretender Chefredakteur der unabhängigen Zeitung Imja in den 1990er Jahren wurde er als Herausgeber der regierungskritischen Webpräsenz Charta 97 bekannt, die er 1998 gründete. Die Seite wurde trotz zunehmenden Drucks der belarussischen Regierung von Bjabenin weiter betrieben und war wichtiges Sprachrohr der Opposition.
Im April 1997 wurde Bjabenin vom belarussischen Geheimdienst KGB entführt und im September 1999 von vom KGB angeheuerten Schlägern verprügelt.
Am 16. März 2010 wurden Computer von Charta 97 im Zusammenhang mit einem von einem KGB-Beamten vorgebrachten Kriminalfall beschlagnahmt.
Bjabenin wurde am 3. September 2010 gegen 17:30 Uhr, wenige Monate vor der Präsidentschaftswahl, in seinem Wochenendhaus nahe der belarussischen Hauptstadt Minsk tot aufgefunden. Die Todesursache ist noch unklar. Vor der Wahl kam es im Land immer öfter zu Razzien gegenüber Bürgerrechtsaktivisten und Festnahmen von Regierungskritikern.
Als Todesdatum wurde in der Sterbeurkunde der 2. September 2010 vermerkt, während ein Sachverständiger zum 3. September 2010 gegen 14 Uhr als Todeszeit gelangte. Bjabenin hatte gegenüber seiner Familie angegeben, sich am Nachmittag des 2. September mit jemandem treffen zu wollen. Der Partner des Treffens ist derzeit noch unbekannt.
Die Beisetzung erfolgte am 6. September. Bjabenin hinterlässt seine Frau und zwei Söhne.